# Storia della subacquea

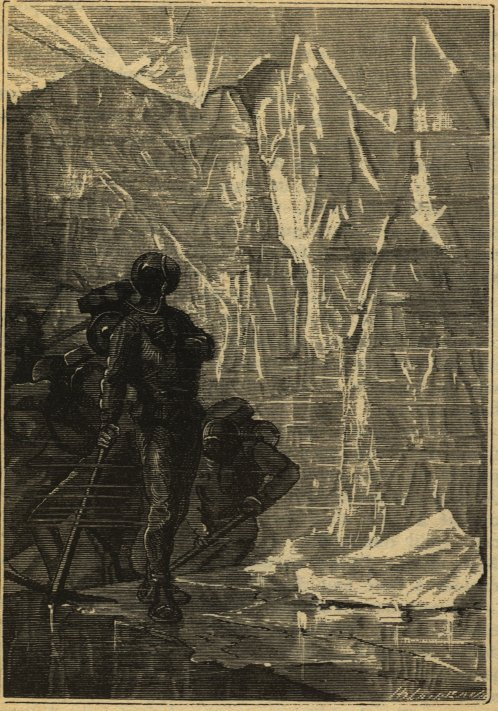
Le prime idee di sistemi subacquei autonomi appaiono in Ventimila leghe sotto i mari di Jules Verne.

Il desiderio di andare sottacqua è probabilmente sempre esistito: per cercare cibo, scoprire manufatti, riparare navi (o affondarle) e forse solo per osservare la vita del mare. Tuttavia, finché gli esseri umani non trovarono un sistema per respirare sott'acqua, le immersioni sono state necessariamente brevi e convulse.

## Storia

### Antichità
Uomini e donne praticano da secoli immersioni in apnea. Una prova indiretta ci giunge da antichi manufatti di provenienza sottomarina trovati sulla terraferma (ad esempio ornamenti di madreperla) e rappresentazioni di subacquei in antichi disegni. Nell'antica Grecia chi si immergeva in apnea era noto per aver cacciato spugne e per essere stato impegnato in imprese militari.
Merita attenzione la storia di Scilla di Scione (circa 500 a.C.), forse la più famosa, come raccontato dallo storico greco del V secolo a.C. Erodoto (e citata in numerosi testi moderni).
Durante una campagna navale, il greco Scilla fu fatto prigioniero e imbarcato dal re persiano Serse I. Quando Scilla seppe che Serse stava per attaccare una flotta greca afferrò un coltello e saltò fuori bordo. I persiani non riuscirono a trovarlo in acqua e credettero che fosse annegato. Scilla li sorprese di notte e si fece strada tra tutte le navi della flotta di Serse, liberandole dagli ormeggi. Usò un giunco cavo come boccaglio per non essere visto. Poi nuotò per circa 15 chilometri per raggiungere i greci oltre Capo Artemisio.

### Il XVI secolo
Uno dei principali ostacoli dell'immersione era restare sott'acqua per un periodo di tempo sempre maggiore. Respirare attraverso un giunco cavo permette al corpo di restare sommerso, ma canne di giunco più lunghe di circa mezzo metro non permettevano la respirazione; infatti la pur esigua pressione dell'acqua non consente ai deboli muscoli della gabbia toracica di espandersi ed inspirare l'aria. Si provò anche a respirare da una borsa piena d'aria portata sott'acqua, ma fallì a causa dell'inalazione del diossido di carbonio.
Nel XVI secolo si iniziò ad utilizzare la campana subacquea, il primo vero sistema per rimanere sott'acqua per un tempo relativamente lungo. La campana veniva calata verticalmente e tenuta ferma alcuni metri sotto la superficie, il fondo era aperto all'acqua e la parte superiore conteneva l'aria che veniva però compressa dalla pressione dell'acqua in funzione della profondità. Un subacqueo in posizione eretta avrebbe avuto così parte del corpo e la testa fuori dall'acqua. Poteva lasciare la campana per un minuto o due per raccogliere spugne o esplorare il fondo, per poi tornare per un breve lasso di tempo finché l'aria nella campana diventava irrespirabile a causa dell'accumulo di anidride carbonica.
Sempre nello stesso periodo, in Inghilterra e Francia, degli scafandri fatti di pelle venivano usati a profondità di quasi 20 metri. L'aria veniva pompata dalla superficie con l'aiuto di pompe manuali. Presto vennero realizzati dei copricapi di metallo per resistere a pressioni ancora maggiori e i palombari andarono più in profondità. Entro il 1830 il copricapo rifornito d'aria dalla superficie era sufficientemente perfezionato da permettere vasti lavori di recupero.

### Dal XIX secolo ad oggi
A partire dal XIX secolo due delle principali strade di investigazione, una scientifica e una tecnologica, accelerarono notevolmente l'esplorazione subacquea.
La ricerca scientifica fu portata avanti dal lavoro di Paul Bert e John Scott Haldane, provenienti rispettivamente dalla Francia e dalla Scozia. I loro studi aiutarono a spiegare gli effetti della pressione dell'acqua sul corpo e a definire i limiti di sicurezza per le immersioni con aria compressa. Allo stesso tempo i progressi tecnologici - pompe ad aria, scrubber, erogatori -  resero possibile la permanenza dell'uomo sott'acqua per lunghi periodi di tempo.
A partire dagli anni settanta si sviluppò, a fianco del crescente fenomeno del turismo internazionale, un turismo della subacquea mirato alla semplice "visita" dell'ambiente sottomarino.
In Italia negli ultimi dieci anni si è sviluppato in modo esponenziale il turismo subacqueo, con diversi tour operator specializzati e scuole di subacquea reperibili in ogni città o centro turistico.
All'inizio i primi palombari, pionieri della subacquea, si immergevano con attrezzature pesanti ed ingombranti, che rendevano possibili spostamenti limitati muovendosi sul fondale, ed erano direttamente dipendenti dalla superficie, dalla quale giungeva l'aria attraverso sistemi di compressori che alimentavano lo scafandro. Oggigiorno i subacquei grazie alle nuove attrezzature, sempre più leggere, tecnologiche e confortevoli, sono autonomi dalla superficie e possono spostarsi nuotando quasi senza fatica, ma durante le immersioni può anche accadere di muoversi sfruttando un veicolo a propulsione, secondo le esigenze, o semplicemente sfruttando le correnti marine.

## Contributi esterni
- Documenti che ripercorrono la storia delle immersioni in apnea nell'antichità, con particolare riguardo al periodo greco-romano e relativa bibliografia nei testi originali, sono a questi indirizzi: (Paolo Croce: L'esplorazione subacquea nell'antichità classica) e (Francesca Dominici: Esplorazioni subacquee nell'antichità).